# Jana Kališová
Jana Kališová (* 26. března 1956 v Praze) je česká divadelní režisérka.
Po svých studiích klasické činoherní divadelní režie na pražské DAMU od roku 1980 prošla řadou českých
divadel.

## Stálá angažmá
- Divadlo pracujících Most
- Divadlo Vítězslava Nezvala Karlovy Vary
- Divadlo E. F. Buriana Praha
- Východočeské divadlo Pardubice
- Divadlo Rokoko Praha (Městská divadla pražská)

## Pohostinská působení
- Divadlo Josefa Kajetána Tyla Plzeň
- Jazz klub Reduta Praha
- Divadlo Viola
- Divadlo Pod Palmovkou
- Činoherní klub Praha
- Činoherní studio Ústí nad Labem
- Městské divadlo v Brně
- Hudební divadlo v Karlíně
- Divadlo na Vinohradech

## Operní režie
- Jihočeské divadlo v Českých Budějovicích
- Opera Národního divadla v Praze